# Ruggieri Apuliese
Ruggieri Apuliese (Siena, ... – ...; fl. XIII secolo) è stato un poeta e giullare italiano.

## Biografia
Molte sono state le ipotesi fatte su questo personaggio, ma non tutti i critici sono d'accordo sulla loro attendibilità.
Dai pochi testi che ci sono pervenuti e dall'analisi dei suoi versi si può comunque ricavare che nacque a Siena, che fu un giullare di professione, forse al servizio di un certo ser Apugliese di Siena, che svolse la sua attività negli anni tra il 1260 e il 1262 e che fu processato da un tribunale ecclesiastico per atteggiamenti eretici.
L'insieme della sua opera comprende:
- una canzone composta con frasi antitetiche che si ispira e riprende lo schema usato dal trovatore provenzale Raimbaut de Vaqueiras nella canzone Savis e fols;
- un serventese dal titolo Le Arti di R. Alpugliese (detto anche Serventese del Maestro di tutte l'Arti) che appartiene al genere dei "vanti" medievali ed è composto da quartine monorime di novenari e ottonari che termina con un quinario che fa rima con la quartina seguente;
- un sermone con carattere di parodia in quartine monorime chiamato Passione di R. nel quale il poeta parla del processo che ha subito;
- una "kostune" o tenzone del 1262 con il ghibellino Provenzano Salvani in coblas doblas dove l'autore si professa "cittadino comune".

Esiste inoltre una trascrizione di Vincenzo De Bartholomaeis in Rime antiche senesi pubblicata a Roma dalla Società Filologica Romana nel 1902 di due composizioni che si trovavano in una copia del Cinquecento ma ormai irreperibili.